# Livno
Livno (dříve též známé pod názvy Hlivno nebo Hlijevno) je město na jihu Bosny a Hercegoviny, leží ve Federaci Bosny a Hercegoviny a je správním centrem Západobosenského kantonu. V roce 2013 žilo v samotném Livnu 7 927 obyvatel, v celé připadající opčině pak 34 133 obyvatel.

## Historie
Roviny okolo města Livno jsou souvisle osídlené již od druhého tisíciletí př. n. l. První zmínka o dnešním Livnu pochází z 27. září 892, z dokumentu chorvatského vévody Mutimira. Lze předpokládat, že nějaká osada zde existovala i dříve, ještě v dobách krátce po stěhování národů, když sem přišli Chorvati. Původní sídlo se vyvinulo na jižním svahu kopce Debelo Brdo při vyvěračce řeky Bistrica a bylo částečně schováno v jejím údolí. Tam se také nacházelo nejvíce historických budov a později i mešit.

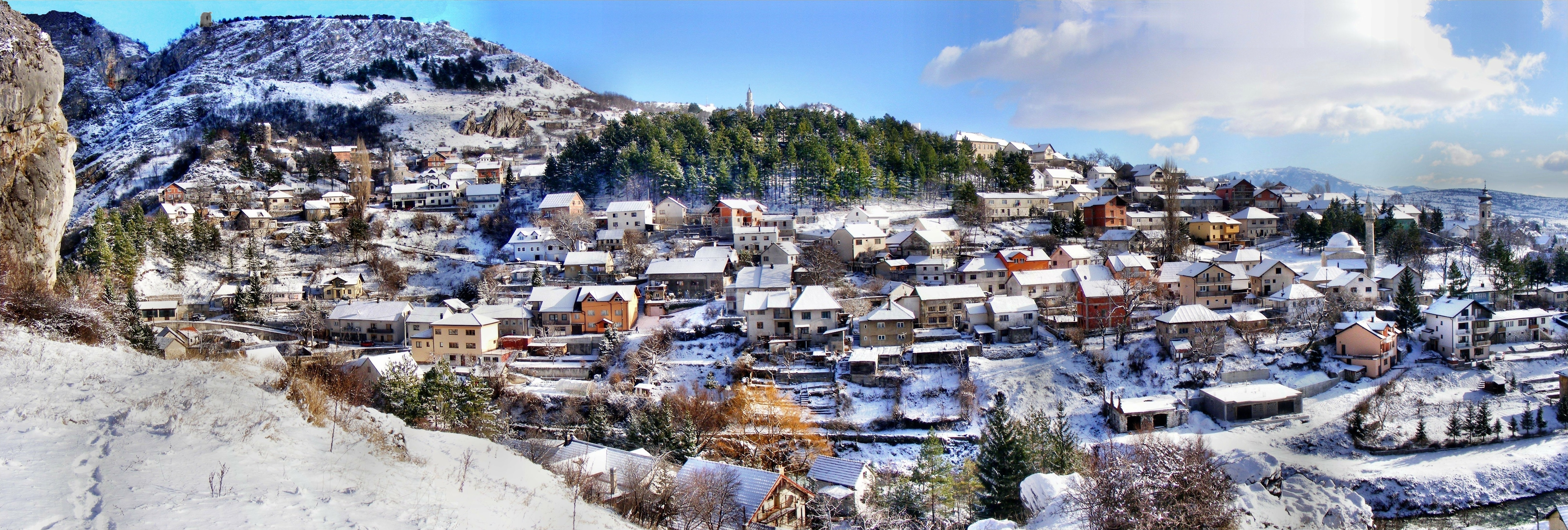
Livno v zimě.

Mezi lety 1326 a 1463 bylo Livno součástí bosenského banátu. Poté bylo dobyto Turky a připojeno k Osmanské říši, pod jejíž nadvládou zůstalo dalších 400 let, stejně jako celá tehdejší Bosna. Roku 1878 bylo okupováno Rakousko-Uherskem.
Od roku 1918 patřilo město království SHS, v roce 1929 po územní reformě připadlo jugoslávské přímořské bánovině s centrem ve Splitu. V předvečer druhé světové války se stalo i součástí autonomní Chorvatské bánoviny a během konfliktu potom připadalo nezávislému státu Chorvatsko.
Po skončení války bylo součástí Bosny a Hercegoviny v rámci socialistické Jugoslávie. Rozvoj města v této době pokračoval především do úrodné roviny Livaňského polje. Vznikly moderní městské domy a průmyslové oblasti, postaveno bylo autobusové nádraží a moderní městský park. 
Po válce v 90. letech bylo Daytonskou smlouvou přiděleno Muslimsko-chorvatské Federaci Bosny a Hercegoviny.

## Kultura a pamětihodnosti
V místní části Stara Čaršija se nachází Dukatareva mešita s nedalekou hodinovou věží. Poblíž vyvěračky řeky Bistrice se nachází kamenný most a tradiční mlýn.

## Zdravotnictví
V Livnu stojí oblastní nemocnice (bosensky Županijska bolnica).